# 匡廬圖
《匡廬圖》，現藏於臺北國立故宮博物院，是五代後梁荊浩的作品，描绘的是今河南西北部太行山南段的风景，为其隐居地林州太行洪谷。